# Ротс, Матс
Матс Ротс (нидерл. Mats Rots; родился 11 марта 2006) — нидерландский футболист, левый защитник клуба «Твенте».

## Клубная карьера
Воспитанник футбольной академии «Твенте/Хераклес». 10 августа 2023 года дебютировал в основном составе «Твенте» в матче квалификационного турнира Лиги конференций УЕФА против «Риги». 20 августа 2023 года Ротс дебютировал в Эредивизи в матче против клуба «ПЕК Зволле».
В январе 2025 года отправился в аренду в клуб «Хераклес». 19 января 2025 года дебютировал за «Хераклес» в матче Эредивизи против клуба «Алмере Сити», отметившись забитым мячом.

## Карьера в сборной
Выступал за сборные Нидерландов до 16, до 17, до 18 и до 19 лет.

## Достижения
Сборная Нидерландов (до 19)
- Чемпион Европы (до 19 лет): 2025